# Kaitlin Leck
Kaitlin Elizabeth Leck (Las Vegas, 17 ottobre 1982) è un'ex pallavolista statunitense.
Giocava nel ruolo di schiacciatrice e opposto.

## Carriera
La carriera di Kaitlin Leck inizia nei tornei scolastici del Nevada, giocando per quattro anni con la Carson High School, prima di iniziare la carriera universitaria con la University of Washington, partecipando alla NCAA Division I dal 2001 al 2004.
Dopo un periodo di inattività, nella stagione 2006-07 firma il suo primo contratto professionistico in Spagna, dove difende i colori del Centro de Promoción y Prácticas Deportivas Vóley Murcia, in Superliga Femenina de Voleibol; tuttavia lascia il club nel dicembre 2006 e resta svincolata per il resto dell'annata, prima di approdare nella stagione seguente in Italia alla Jogging Volley Altamura, club di Serie A1 che lascia nuovamente nel mese di dicembre, questa volta per terminare l'annata in Germania, dove difende i colori dell'Unabhängiger Sportclub Münster, in 1. Bundesliga.
Nel campionato 2008-09 torna a giocare nella penisola iberica, ingaggiata dal Club Voleibol Albacete; al termine della stagione si ritira dalla pallavolo giocata.